# دیوید گیلر
دیوید گیلر (انگلیسی: David Giler؛ زادهٔ ۱۰ ژانویه ۱۹۴۳ – درگذشته ١٩ دسامبر ٢٠٢٠) فیلم‌نامه‌نویس و تهیه‌کننده اهل ایالات متحده آمریکا بود. وی در ١٩ دسامبر ٢٠٢٠ در اثر بیماری سرطان و در بانکوک درگذشت.

## فیلم‌شناسی
- نمای پارالاکس (۱۹۷۴)
- پرنده سیاه (۱۹۷۵) (همچنین کارگردان)
- بیگانه (به‌همراه والتر هیل)
- عملیات مرداب (به‌همراه Michael Kane و والتر هیل) (۱۹۸۱)
- بیگانه‌ها (به‌همراه جیمز کامرون و والتر هیل) (۱۹۸۶) (فقط داستان)
- پلیس بورلی هیلز ۲ (۱۹۸۷) (uncredited)
- بیگانه ۳ (به‌همراه والتر هیل و Larry Ferguson) (۱۹۹۲)
- بیگانه: رستاخیز (۱۹۹۷)
- بیگانه علیه غارتگر (۲۰۰۴)
- پرومته (۲۰۱۲)
- بیگانه: کاوننت (۲۰۱۷)